# Galeria de la ciutat de Bratislava
La Galeria de la ciutat de Bratislava (eslovac: Galéria mesta Bratislava, abreujat «GMB») és una galeria localitzada en la ciutat vella de Bratislava, Eslovàquia. És la segona galeria eslovaca més gran de la seva classe. La galeria està ubicada al Palau Mirbach (Mirbachov palác) i al Palau Pálffy (Pálffyho palác).
La galeria va ser fundada el 1961, tot i que els primers intents per recollir les obres d'art van començar en el segle xix, quan el Museu de la ciutat de Bratislava va ser fundat. Actualment conté aproximadament 35.000 obres d'art.